# NGC 3276
NGC 3276 este o galaxie lenticulară situată în constelația Mașina Pneumatică. A fost descoperită în 3 martie 1835 de către John Herschel. Se află la o distanță de 67,79 de megaparseci de Pământ.